# Crithote
Crithote es un género de lepidópteros perteneciente a la familia Noctuidae. Es originario del Sudeste de Asia

## Especies
- Crithote horripides Walker, 1864
- Crithote pannicula Swinhoe, 1904